# 스티븐 비건
스티븐 에드워드 비건(영어: Stephen Edward Biegun, 1963년 3월 30일 ~ )은 미국의 사업가이자 외교관으로, 현재 미국 국무부 부장관이다. 포드 모터 컴퍼니의 국제대정부 부문 부회장을 지냈으며, 미국 국가안전보장회의에 출입하고 미국 상원 의원 빌 프리스트의 국가안보보좌관을 지낸 바 있다.
미국 러시아 재단과 미국 러시아 기업인 협의회, 러시아에 있는 포드 모터 컴퍼니의 합작투자 기업 포드 솔레르스의 이사를 지냈다.

## 경력
비건은 1984년 미시간 대학교에서 러시아어와 정치학 학사 학위를 받았다. 1992년부터 1994년까지는 국제 공화주의 연구소의 러시아 모스크바 지국장으로 있었다. 조지 W. 부시 행정부 시절 미국 국가안전보장회의 사무국장으로 재직하며 국가안보보좌관 콘돌리자 라이스를 보좌했고, 2008년 미국 대통령 선거에서 존 매케인의 부통령 후보 세라 페일린의 외교정책보좌관을 맡았다.
2018년 3월 1일, 비건이 도널드 트럼프 행정부의 미국 국가안보보좌관 H. R. 맥매스터를 대신할 유력한 후보 가운데 하나라는 보도가 나왔으나 3월 22일에 존 볼턴이 H. R. 맥매스터를 대신할 국가안보보좌관으로 취임했다. 8월 23일에는 미국의 국무장관 마이크 폼페이오가 비건을 도널드 트럼프 행정부를 대표해 조선민주주의인민공화국과 관련된 정책을 이끌어 나갈 미국 국무부 대북 정책 특별대표로 임명했다. 9월 11일에는 대한민국을 처음으로 찾아 대한민국의 대통령 문재인을 접견하고 의견을 나누었다.
2019년 2월 6일 비건은 2019년 2월 북미정상회담을 준비할 실무 협상을 위해 조선민주주의인민공화국을 방문했다. 8월에 CNN 등 미국 언론기관들은 도널드 트럼프가 비건을 주러시아 미국 대사로 고려하고 있다고 전했으나 비건은 8월 21일 대한민국을 찾아 한반도평화교섭본부장 이도훈과 협의를 가진 뒤 기자들에게 자신은 주러시아 미국 대사 자리를 받아들이지 않을 것이며 조선민주주의인민공화국과 관련해 진전을 만드는 데 집중할 것이라고 밝혔다. 10월 31일 도널드 트럼프는 주러시아 미국 대사로 지명된 존 J. 설리번 전 미국 국무부 부장관을 대체할 사람으로 비건을 지명했다. 12월 19일에 미국 상원은 비건의 국무부 부장관 인준안을 찬성 90표 대 반대 3표로 통과시켰고, 이틀 뒤 비건은 국무부 부장관으로 공식 취임했다.